# Menhir von Rothenschirmbach
Der Menhir von Rothenschirmbach war ein Menhir bei Rothenschirmbach, einem Ortsteil der Lutherstadt Eisleben im Landkreis Mansfeld-Südharz in Sachsen-Anhalt.

## Lage und Beschreibung
Der Stein wurde 2005 nahe Rothenschirmbach bei der Ausgrabung einer Siedlung der endneolithischen Glockenbecherkultur auf dem zugehörigen Friedhof entdeckt. Er diente dort als Abdeckung des Grabes eines etwa 20–30 Jahre alten Mannes. Es handelte sich um ein beigabenloses Erdgrab mit einem Holzeinbau, der mit Erde überschüttet worden war, so dass der Stein das Begräbnis nicht beschädigen konnte. Der Stein wurde liegend über dem Begräbnis angebracht. Eine Verwendung als oberirdische Grabmarkierung konnte ausgeschlossen werden. Der Stein wurde nach der Grabung gestohlen, sein Verbleib ist unbekannt.
Der Menhir bestand aus tertiärem Quarzit. Seine Höhe betrug 155 cm, die Breite 55 cm. Er wog etwa 400 kg und hatte die Form einer unregelmäßigen Platte, die am oberen Ende spitz zulief. Er wies mehrere Bruchkanten auf. Künstliche Bearbeitungen konnten nicht festgestellt werden.